# Regina Leßner
Regina Leßner (* 1954 in Quedlinburg) ist eine deutsche Feature-Autorin und Regisseurin.

## Leben
Leßner ist in Hannover aufgewachsen. Sie studierte Jura in Göttingen.
Sie arbeitete als Dramaturgin am Jungen Theater Göttingen, in Bremen und Wilhelmshaven, bevor sie 1984 begann als freie Hörfunkautorin und Regisseurin für verschiedene ARD-Anstalten und das Deutschlandradio Kultur zu arbeiten.

## Kritik
Die Fachzeitschrift Cut nennt ihr Ulrike-Meinhof-Porträt von 2001 „ein außerordentliches Feature“. Ein halbes Jahr habe die Autorin für diese Arbeit in Archiven verbracht, um Texte, Bilder und O-Ton-Material zu sichten. Regina Leßner verzichte, schreibt der Medienhistoriker Hans-Jürgen Krug, „auf eine glatte, einheitliche Sichtweise. In der Schwebe lassen, so beschreibt sie ihre Absicht - und in der Tat wird der Hörer nicht geführt, sondern einem Wechselfeuer von Wahrnehmungen ausgesetzt.“

## Werke
- Auf deutsch gesagt: gestrauchelt. Theaterstück von Regina Leßner und Christoph Roethel. Nach einer Reportage von Marie Luise Scherer. Erschienen in: Der Spiegel, 49/1979. Uraufführung: 24. April 1981 im Pumpwerk Wilhelmshaven (Landesbühne Niedersachsen GmbH). Regisseur: Georg Immelmann. Verlag: Vertriebsstelle und Verlag Deutscher Bühnenschriftsteller und Komponisten GmbH.[5]
- Elvis. Musical, Uraufführung 24. Mai 1984 im Theater im Zimmer, Hamburg. Mit Peter Kirchberger als Elvis Presley und der Band Franny + The Fireballs. Manuskript: Regina Leßner. Regie: Christoph Röthel. Verlag: Stefani Hunzinger, Bühnenverlag.
- Von der Probe zur Premiere - Feature über die Entstehung der Hamburger Musical Aufführung Elvis - Stationen einer Karriere. Manuskript: Regina Leßner. Regie: Klaus Lindemann. Produktion: SFB/NDR 1984.
- Haiti inconnu - Die Götter des Voodoo. Feature von Regina Leßner. Regie: Klaus Lindemann. Produktion: SFB/NDR 1989.
- Kapitän Nemos Bibliothek - Mit Per Olov Enquist nach Schweden. Manuskript: Regina Leßner. Realisation: Monika Eckhof. Länge: 33:50. Produktion: NDR 1992.
- Singing The Royal Navy - Veteranen der Royal Navy erzählen von ihrem Leben auf See. Produktion: NDR 1993.
- Ich freue mich, dass du geboren bist - Pippi Langstrumpf wird 50. Text und Regie: Regina Leßner, Produktion: NDR/WDR 1993.
- Der Weg nach Lappland. Eine Liebesgeschichte vom Ende der Welt. Feature. Text und Regie: Regina Leßner. Länge: 59:18. Produktion: WDR/NDR/MDR, 1997.
- Neues schönes Mittelalter - Geschäftsleute und Träumer entdecken eine Epoche. Manuskript und Regie: Regina Leßner. Länge: 59:18. Produktion: MDR/WDR 1997.
- Sie kennen meine Methode - Der Mythos Sherlock Holmes. Feature. Text und Regie: Regina Leßner. Länge: 54:27. Produktion: MDR 1999.
- Russischer Tango. Eine leidenschaftliche Liebesgeschichte in mörderischer Zeit. Feature. Länge: 54:22. Mitwirkende: Petra Hinze, Ingeborg Medschinsky, Daniel Minetti, Günter Schoß und Nadja Martina Schulz. Manuskript und Regie: Regina Leßner. Produktion: NDR/SR, 2000.
- Maria. Aktenzeichen: 4.614. Stationen einer Kindheit. Feature. Text und Regie: Regina Leßner. Produktion: NDR, 2000.
- Kinder haben mir immer mehr bedeutet als Männer. Feature über Astrid Lindgren. Text und Regie: Regina Leßner. Länge: 54:35  Produktion: NDR, 2002.
- Der Matchmaker - oder - Willi kannst du helfen. Manuskript und Regie: Regina Leßner. Länge: 2002. Produktion: Deutschlandradio Kultur/ORF/SR/WDR 2002.
- Das große Astrid Lindgren Hörbuch. Der Audio Verlag mit dem NDR, ISBN 3-89813-211-0.
- Blockade - oder sich auf den britischen Dramatiker Arnold Wesker einlassen. Feature. Text und Regie: Regina Leßner. Länge: 54:16. Produktion: WDR, 2002.[6]
- Ulrike Meinhof - Versuch einer Annäherung. Feature. Text: Regina Leßner, Regie: Wolfgang Bauernfeind. Produktion: rbb/NDR, 2001.
- Ulrike Meinhof - Mythos und Wirklichkeit. Hörbuch, rbb/NDR 2003, Der Audio Verlag, ISBN 3-89813-269-2, 2014; rbb/NDR, Der Audio Verlag, ISBN 978-3-86231-450-8 (Neuauflage).
- Fanfare Ciocarlia - Die Lerchenbläser aus Zece Prajini. Feature (53:52 min.). Mitwirkende: Cornelia Schramm, Ulrich Faulhuber, Stephan Schad und Konrad Höller. Manuskript und Regie: Regina Leßner. Produktion: NDR/DLR Berlin/WDR/SR, 2003.
- Wer ist Doris Lessing - Doris Lessing im Gespräch mit Regina Leßner. Feature, Länge: 54:14. Mitwirkende: Rosemarie Fendel, Donata Höffer und Ingeborg Kalweit. Produktion: NDR/WDR, August 2004. Manuskript und Regie: Regina Leßner - Als Hörbuch erschienen bei: Hoffmann und Campe Verlag, 2004, ISBN 3-455-32030-9
- James Dean. Giganten sterben nie. Feature. Text und Regie: Regina Leßner. Produktion: NDR/rbb/SR/ORF, 2005; Hörbuch, ISBN 3-89813-415-6
- Wir haben unsere Tochter verloren. Feature. Text und Regie: Regina Leßner. Produktion: Deutschlandradio Kultur, 2006.
- Come On And Hear - Irving Berlin - Stationen einer Karriere. Feature. Text und Regie: Regina Leßner. Produktion: NDR, 2006.
- Ich habe die Zeit für mich. Wie sich Norwegen mit Knut Hamsun versöhnt. Feature. Text und Regie: Regina Leßner. Produktion: SWR/Radio Bremen, 2007.
- Alle reden vom Wetter - Wir nicht! Vom Protest zum Terror. Feature im Deutschlandradio. Text und Regie: Regina Leßner. Produktion: NDR/SWR, 2008.[7]
- Achtung Gerücht! Über die Macht des Hörensagens. Feature. Text und Regie: Regina Leßner. Produktion: MDR, 2009.
- Alice findet Wunderland - Junge Migranten mit JUMBO in die Arbeitswelt. Feature. Manuskript und Regie: Regina Leßner. Produktion: DRK, 2010.
- Erste Garnitur Blau - Männer, Mächte und das Meer. Feature. Text und Regie: Regina Leßner. Produktion: DRK, 2011.
- Leere Räume - Was vom Leben übrig bleibt. Feature. Text und Regie: Regina Leßner. Produktion: NDR/DRK, 2012.
- Ich wollte der weltbeste Hochspringer werden - Fakten und Fiktionen bei Per Olov Enquist. Feature. Text und Regie: Regina Leßner, Produktion: SWR, 2013.
- Seitensprünge im Glockenturm - über die Kunst des change ringing. Feature. Text und Regie: Regina Leßner, Produktion: DRK 2014.
- Mein ganzes Leben ist eine Akte - Maria Ford - Aktenz.: 531 24. Feature. Text und Regie: Regina Leßner, Produktion: NDR 2016.